# 피오나 루이스

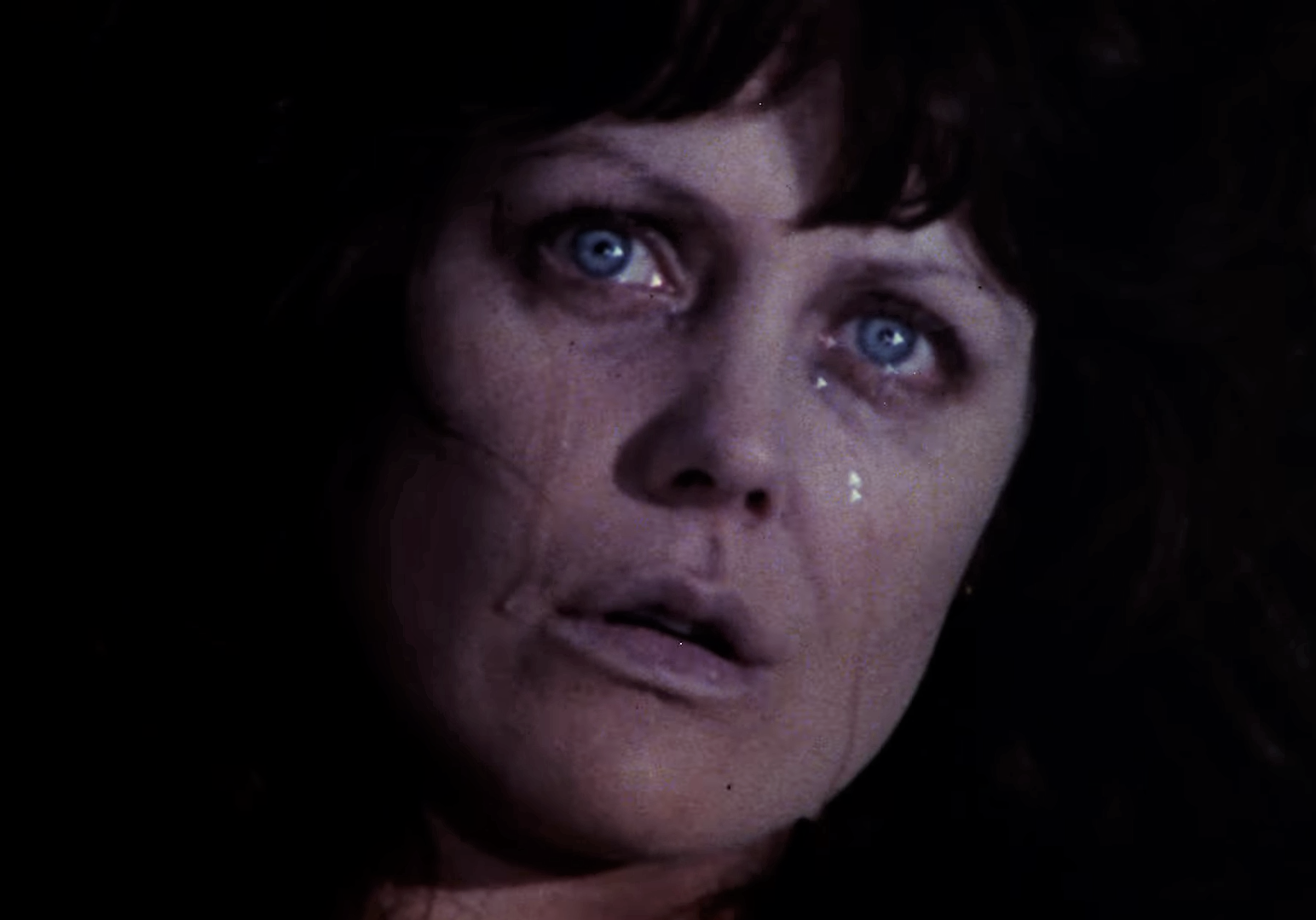

피오나 루이스(Fiona Lewis, 1946년 9월 28일 ~ )는 영국의 배우, 작가, 영화배우이다.
에식스주에서 출생하였다.

## 영화
- 이너스페이스 (1987년) - 닥터 마가렛 캔커 역
- 낯선 침입자 (1983년)
- 스트레인지 비헤비어 (1981년)
- 원더 네바다 (1979년)
- 분노의 악령 (1978년)
- 스턴트맨의 분노 (1977년)
- 드럼 (1976년)
- 리즈 (1975년)
- 블루 블러드 (1973년)
- 드라큐라 (1973년) - 루시 웨스턴라 역
- 12 + 1 (1969년)
- 박쥐성의 무도회 (1967년) - 하녀 마그다 역
- 스모크 오버 런던 (1966년)